# Terminator 3: Rise of the Machines
Terminator 3: Rise of the Machines, forkortet som T3, er en actionfilm fra 2003 instrueret af Jonathan Mostow med Arnold Schwarzenegger, Nick Stahl, Claire Danes og Kristanna Loken i hovedrollerne. Det er den anden sequel til Terminator (1984). Filmen blev udgivet i USA den 2. juli 2003. Den blev udgivet af Warner Bros. label, da de studier, der havde produceret de første to Terminator film (Orion Pictures og Carolco Pictures) var gået konkurs på det tidspunkt.
Filmen blev nomineret til fem Saturn Awards, blandt andet i kategorien «bedste sciencefictionfilm». Den blev nomineret til 12 andre filmpriser, men vandt ingen.
Schwarzenegger havde sin sidste store filmrolle i denne film, inden han blev indsat som guvernør i Californien.

## Handling
Efter det er mislykkedes Skynet at dræbe Sarah Connor før hendes søn blev født og for at dræbe John som et barn, sender det en anden Terminator, T-X'en, i et sidste forsøg for at udrydde så mange modstandsfolk som muligt. Dette inkluderer John's fremtidskone, men ikke John selv da han er uviden om Skynet. Dog, som historien udfolder sig, finder T-X'en ved et tilfælde den kommende modstandsleder.

## Modtagelse
Filmen fik relativt god modtagelse af kritikerne og har opnået 70% på Rotten Tomatoes og 66% på Metacritic. Dette er alligevel betydelig lavere en det de to foregående film har fået. Den kende amerikanske filmanmelder Roger Ebert var mellemfornøjet og gav den to og en halv af fire stjerner. Blandt de mest begejstrede var anmelderne i LA Weekly, Variety, Washington Post, Los Angeles Times, Rolling Stone og Boston Globe. Anmelderen i New York Post var negativ, mens USA Today, The New York Times og San Francisco Chronicle gav den blandet omtale.
Filmen blev en stor publikumssucces og indbagte $433 millioner på verdensbasis, heraf $150 millioner i USA, $67 millioner i Japan, $31 millioner i Storbritannien og Irland, $19 millioner i Tyskland, $13 millioner i Spanien og $12 millioner i Australien. Den blev den 7 mest indbringende film på verdensbasis i 2003 og den 8 mest indbringende i USA i 2003.

## Medvirkende
- Arnold Schwarzenegger - The Terminator
- Nick Stahl - John Connor
- Claire Danes - Kate Brewster
- Kristanna Loken - T-X
- David Andrews - Lieutenant General Robert Brewster
- Mark Famiglietti - Scott Mason
- Earl Boen - Dr. Peter Silberman
- Moira Harris - Betsy
- Chopper Bernet - Chief Engineer
- Christopher Lawford - Brewster's Aide